# Gauerstall
Der Gauerstall ist ein 1129 m ü. A. hoher Berg in den Wimitzer Bergen in Kärnten, Österreich. Der Berg liegt zur Gänze in der Gemeinde Frauenstein.
Auf seinem Südostrücken liegt die Ortschaft Lorenziberg, eines der Ziele im Rahmen des Vierbergelaufs. Auf der Nordostseite des Berges liegt die Burg Nussberg.

## Etymologie
Urkundlich 961 als Curoztou erwähnt, im 11. Jahrhundert Curoztal, vielleicht als ‘Hahnen- oder Hühnerstand’ zu slawisch kurъ ‘Hahn’ oder kura ‘Henne’ zu deuten. Der Name ist wohl in Anlehnung an den Burgstall der Burg Nussberg umgeformt worden.